# Аманда, Лия
Лия Молфеси — итальянская актриса. Родилась 2 сентября 1932 года в Риме, в регионе Лацио (Италия). Известна под сценическим псевдонимом Лия Аманда.

## Биография
Лия Аманда — дочь итальянского актёра Марио Молфеси. Начала сниматься в кино в возрасте восемнадцати лет и снималась на протяжении 1950-х годов. Дебютной стала роль Аиды, дочери бездомного, в фильме Тото ищет квартиру (Totò cerca casa) Марио Моничелли и Стено, где её партнером был знаменитый комик Тото.
В фильме Запретные истории (Tre storie proibite) режиссёра Аугусто Генина Лия исполнила одну из главных ролей, наряду с Антонеллой Луальди.
В 1954 году актриса появилась на экране в образе Мерседес, потерянной возлюбленной Эдмона Дантеса (Жан Маре), в фильме Граф Монте-Кристо по одноимённому роману Александра Дюма. Из остальных фильмов с её участием следует выделить музыкальную ленту Жана Ренуара Французский канкан и драму Чужая страна Сержио Корбуччи.
В 1955 году Лия Аманда вышла замуж, поселилась в Бразилии и завершила кинокарьеру.

## Фильмография
- 1950 : Тото ищет квартиру (Totò cerca casa) реж. Марио Моничелли и Стено
- 1951 : L’enfant d’une autre (Cento piccole mamme) реж. Giulio Morelli
- 1952 : Histoires interdites (Tre storie proibite) реж. Augusto Genina
- 1953 : Amanti del passato реж. Adelchi Bianchi
- 1953 : Alerte au Sud реж. Jean-Devaivre
- 1954 : Violenza sul lago реж. Леонардо Кортезе
- 1954 : Una donna prega реж. Anton Giulio Majano
- 1954 : Граф Монте-Кристо реж. Робер Верне
- 1954 : Terra straniera реж. Сержио Корбуччи
- 1954 : Французский Канкан реж. Жан Ренуар
- 1954 : Соблазнитель реж. Франко Росси